# دنبليد
دنبليد هي قرية في مقاطعة طالقان، إيران. يقدر عدد سكانها بـ 201 نسمة بحسب إحصاء 2016.